# 生存者
『生存者』（英語: Alive: The Story of the Andes Survivors）は、イギリスの作家ピアズ・ポール・リード (Piers Paul Read) 著作のウルグアイ空軍機571便遭難事故を題材にしたドキュメンタリー作品である。日本語版を含め、1974年4月に世界各国で出版された。

## 内容
『生存者』はウルグアイのラグビーチーム（ウルグアイの首都モンテビデオのステラ・マリス大学 (Stella Maris College) 所属）と彼らの家族を乗せたウルグアイ空軍571便が1972年10月13日にアンデス山脈に衝突・墜落し、72日後に救出されるまでを描いている。
アメリカの出版社数社がこの事件に興味を示したが、カニバリズムなどの問題が絡んだため、生存者たちは彼らの友人たちからなる委員会を作り、出版社との交渉に臨んだ。委員会は、各出版社に契約条件と実際に執筆を行うライターの人選を入札させ、その結果、リピンコット社が出版権を獲得した。決め手は契約条件よりもライターの人選で、リードが生存者たちに年齢が近く、カトリックの教育を受けていたこと、作家として名を知られていたことが、委員会の好感を得た。
リードは膨大な取材期間にわたって生存者たちとその家族へのインタビューを行った。彼はこの作業についてインタビューを受けた人々に謝辞を述べている。
| 「 | わたしはこの本を書くにあたって、出版社からも十六名の生存者からも、いかなる制約も受けなかった。ときおり物語のある部分をフィクション的に書くことによって、ドラマティックな衝撃を増すことを考えないではなかったが、結局は赤裸々な事実を述べるだけで十分物語を支えうることに気がついた。（中略）わたしが一九七三年十月にウルグアイを再訪して彼らにこの本の原稿を見せたとき、何人かの人はわたしの叙述に不満を持った。彼らはアンデス山中で自分たちを鼓舞した信仰と友情が、行間から立ちのぼってこないと感じたのである。わたしにはそれらの美点を過小評価するつもりなど毛頭なかった。ただおそらく、彼らが生き抜いた事態の彼ら自身による評価を筆で表現することは、いかなる作家の能力をも超えているということなのだろう。 | 」 |

| 「 | 原文：I was given a free hand in writing this book by both the publisher and the sixteen survivors. At times I was tempted to fictionalize certain parts of the story because this might have added to their dramatic impact but in the end I decided that the bare facts were sufficient to sustain the narrative...when I returned in October 1973 to show them the manuscript of this book, some of them were disappointed by my presentation of their story. They felt that the faith and friendship which inspired them in the cordillera do not emerge from these pages. It was never my intention to underestimate these qualities, but perhaps it would be beyond the skill of any writer to express their own appreciation of what they lived through. | 」 |

## 増版
1996年6月には増版され、同時に内容の加筆と改題が行われた。改題後のタイトルは『Alive: Sixteen Men, Seventy-two Days, and Insurmountable Odds』（邦訳：生存者：16人の男たち、72日間と困難な賭け）となった。

## 日本語訳
1974年4月、他国と同様に、永井淳訳『生存者―アンデス山中の70日』というタイトルで平凡社から出版された。1982年に新潮文庫に再録されている。

## 映画化
本書を原作として、1993年にフランク・マーシャルの監督によるドキュメンタリー映画『生きてこそ』 (Alive: The Miracle of the Andes) が製作された。また、同時に生存者本人の出演による『Alive: 20 Years Later』も製作された。

## Miracle in the Andes
2006年、ナンド・パラード及びビンス・ラウス (Vince Rause) 共著の『Miracle in the Andes: 72 Days on the Mountain and My Long Trek Home』が出版された。これはナンド及びビンスの視点からこの本の内容を34年後に語っている。